# 雙溪 (新北市雙溪區大字)
雙溪，原名頂雙溪，是新北市雙溪區的主聚落及附近地區，位於該區中部偏東北，範圍大致包括共和里不含東部北段地帶及西南部、雙溪里、新基里不含東北角。

## 歷史
台灣清治末期，雙溪地區為一街庄，稱為「頂雙溪庄」，隸屬於三貂堡。該庄北與三叉港庄為鄰，東北與丹裡庄為鄰，東與魚行庄為鄰，東南及南與丁仔蘭坑庄為鄰，西邊為平林庄、武丹坑庄。
1901年（日治明治三十四年）11月，該庄隸屬於基隆廳，編入第八區。1905年（明治三十八年）7月，第八區、第九區合併為「頂雙溪區」。1920年（大正九年），該庄改制並改名為「雙溪」大字，隸屬於臺北州基隆郡雙溪庄，大字下有「雙溪」、「苕谷坑」、「九分坑」、「過港」小字名。
戰後雙溪庄改制為雙溪鄉，隸屬於臺北縣，大字亦改制為村。2010年（民國99年）12月，臺北縣升格為新北市，雙溪鄉改制為雙溪區，村改制為里。

## 交通
台鐵宜蘭線大致以縱向經過雙溪地區，設有雙溪車站，由此往南轉東可前往宜蘭、羅東、花蓮、台東等地，往北轉西可在八堵車站連接縱貫線以前往基隆、台北、桃園、新竹及中南部各地。
省道台2丙線又稱基福公路，大致以橫向經過本地區中部，由此往東可前往貢寮市區，隨後於福隆接上省道台2線本線，往西可前往平溪、基隆市暖暖區等地。
市道102號是基隆通往福隆的道路，部分路段省道台2丙線併線。由此道路往北轉西可前往瑞芳市區、基隆等地。市道102甲線是本地區通往澳底的道路。

## 廟宇
- 三忠廟（主祀文天祥、陸秀夫、張世傑）